# Ectopatria intermixta
Ectopatria intermixta là một loài bướm đêm trong họ Noctuidae.